# Mount Obiglio
Mount Obiglio ist ein fast vollständig von Eis bedeckter Vulkankegel, der den westlichen Teil der Grant-Insel vor der Hobbs-Küste des westantarktischen Marie-Byrd-Lands einnimmt. Mit einer Höhe von 510 m ist er deren höchste Erhebung. Gesteinsdatierungen ergaben ein Alter von 510.000 Jahren; es gibt keine Anzeichen für vulkanische Aktivitäten während des Holozäns.
Die Besatzung des Eisbrechers USS Glacier entdeckte und kartierte ihn am 4. Februar 1962 im Rahmen der Operation Deep Freeze in jenem Jahr. Das Advisory Committee on Antarctic Names benannte ihn gleichfalls 1962 nach Guillermo Martín Obiglio, einem argentinischen Leutnant, welcher der Besatzung angehörte.